# たいむとらぶるトンデケマン!
『たいむとらぶるトンデケマン!』は、1989年10月19日から1990年8月26日までフジテレビにて放送されたテレビアニメ。全39話。

## 概要
1989年の秋頃にフジテレビが打ち出した、平日夕方午後5時30分からのアニメ番組枠“ティーンズゴールデンタイム”で、唯一の原作が存在しない作品として始まった。
しかし、月曜日に放送されていた『がきデカ』が早々に打ち切られたことで“ティーンズゴールデンタイム”は消滅、残りの4作品が金曜日の夕方4時から6時に集約し、当作品は午後4時からの放送となった（『金曜アニメランド』となる）。その後、午後4時30分より放送していた『まじかるハット』の終了により、今度は日曜の朝5時30分に再び移動した。なお、“ティーンズゴールデンタイム”の枠のうち、最後まで残った『らんま1/2熱闘編』は1992年9月25日まで放送された。
ストーリーは基本的に一話完結、タイムトラベルもののドタバタアニメである。毎回、過去や未来で物語が展開。史実だけでなく、映画の世界など舞台となることもある。有名な映画などからのパロディが多く見受けられ、放送タイトルも映画のタイトルをもじったものが多い。なお、最終回を除いて、タイムパラドックスネタは扱っていない。
キャラクターデザインは、当時日本テレビ系列で放送されていた『魔神英雄伝ワタル』シリーズや『魔動王グランゾート』と共に芦田豊雄が担当していた。
なお、近畿地方ではフジテレビ系列の関西テレビ放送が、夕方5時台の自社制作の帯番組（「○爆ワイド」）が金曜日のみ1時間枠に拡大して放送していたため、"ティーンズゴールデンタイム"のうち当番組のみがネットされず、代わりに独立UHF放送局のサンテレビとKBS京都にて約2か月遅れで放送されていた。青森テレビでも木曜日夕方4時30分から5時00分に放映していた。この他、岩手めんこいテレビが本放送終了後の1991年末頃に土曜6時45分の枠にて放送していた。
アニメ専門チャンネルのAT-Xで2005年12月、2006年10月に再放送された。

## 登場人物
トンデケマン
声 - 千葉繁
ステンレス製ヤカン型タイムマシーン。サングラスをかけていて、関西弁をしゃべる。最後に手にした人を「ご主人様」とするようプログラムされており、基本的には所有者の命令しかきかない。ご主人様が変わってもすぐにゴマをするような調子のいい性格である。口から光線を出して「次元の穴」を開けることができる。なお、穴は10分で閉じてしまう。時間と場所の指定は本来、耳にあたる部分のダイヤルで行うが、実際には口頭で指示されることがほとんどだった。しかも指示がなかったり、あったとしてもおおざっぱなため、行き先はトンデケマンが選ぶことが多い。内蔵コンピュータは優秀なようで、人間並の会話ができ、暗号解読もしたことがある。第15話で一度故障したが、1910年にタイムスリップした際に出会ったエジソン博士の修理により無事に直っている。
はやと
声 - 三ツ矢雄二
本名・神童（しんどう）はやと。サッカーが得意で、しばしばボールを蹴って危機を脱出するシーンがある。頭にはバンダナ、手首にはサッカーのサポーターを巻き、半袖シャツと半ズボンに裸足でスニーカーを履いている。レオナルド博士のところによく遊びに行っていたせいか、機械に強い。ゆみとは同じ学校の同級生で、かなり仲が良い。トンデケマンの力で9世紀のバグダッドにタイムスリップし、そこに住むシャララ姫の宮殿でゆみたちと一緒に世話になっている。なお、放送前の資料では“神童ばっと”という、千夜一夜物語に登場するシンドバッドから取った名前だった。
設定年齢は中学2年生の14歳。ただしあるアニメ雑誌資料では、小学5年生の11歳となっている（第1話のはやと初登場のシーンで彼が出てきた教室の入口の札には5-3と書かれている）。口癖は「上等じゃ〜ん」。
ゆみ
声 - 西原久美子
本名・新舞（あらま）ゆみ。片仮名で「ユミ」と表記されることもある。歴史にくわしく、次元の穴の行き先で、携帯用辞書を使っていつの時代か判別できる。20世紀ではバンドをやっていた設定があり、オープニング、1話、3話、最終回で活かされている。はやとと同様、機械に強い。一緒に20世紀から持ってきたスクーターを運転することが多い。放送前の資料では“日真名みこ”と表記されていた。
ダンダーン
声 - 神谷明
ダダ家の三男。二枚目だが、大ボケでみかけ倒し。シャララ姫の許婚で、姫のためなら必死になる。姫に求婚しているが、あまり積極的ではない姫にあしらわれている。シャララ姫の宮殿に泊まっている。
アラジン
声 - 三田ゆう子
バグダッドに住んでいる10歳にも満たない盗賊の少年で、2話から登場。はやとを「兄貴」と呼んで慕っており、その後はシャララ姫の宮殿に居ついて生活している。8話から登場したドラゴンの子供「ドラムスコ」を共にして連れている。
シャララ姫
声 - 佐久間レイ
バグダッドの王シャバダ王の一人娘。アラビア一の美人で天然ボケ。毎回、アブドーラにさらわれる。慣れてしまったのか危機感がないのか、自分の置かれている状況を楽しんでいるようで、次元の穴の行き先を指定することもしばしば。
ドラムスコ
声 - 佐久間レイ
8話でジークフリードによって倒されたドラゴンの子供。アラジンが卵をバグダッドへ持ち帰った後に孵化し、アラジンに懐つきそのままレギュラーキャラクターになる。
アブドーラ
声 - 滝口順平
物語の大半でトンデケマンのご主人様となっているホラーズン王国の魔法使い。自称「バグダッド一の魔法使い・アブドーラ様」。背が低く、太っていて、髪がない。頭に貼った呪文のお札の力で魔法をかけるため、お札がなくなると何もできない。お札は普段はターバンで隠れている。魔法のランプ、空飛ぶ絨毯を持っている。トンデケマンも腹巻に入れて持ち歩いている。毎回シャララ姫をさらい、次元の穴で別の時代に逃げるが、結局失敗に終わって戻ってくる。トカゲのしっぽが好物。
ランプの精
声 - 笹岡繁蔵
アブドーラの魔法のランプから現れる巨人。緑のコスチュームに赤いマントを着けた格好で、常に高笑いをしている。空を飛ぶことができる。あまり賢くないが、真面目になった時は滅法強い。海神ポセイドンを自分の父親と勘違いしたり、自由の女神に一目惚れしたりと間抜けな行動が多い。トカゲのしっぽが好物。最終話では新聞記者としても登場。
レオナルド博士
声 - 千葉繁
トンデケマンを作った怠け者の発明家。当初は20世紀にいたが、最終回で正体が300年前からタイムスリップしてきたレオナルド・ダ・ヴィンチであることが明らかになる。
オラトル
声 - 笹岡繁蔵
ホラーズン王国の大公。手下のアブドーラに、シャララ姫を連れてくるよう命令をする。最初はシャララ姫をお妃として迎えることでバグダッドを手に入れることが目的だったが、実際に姫に会って惚れてしまい、バグダッドやほかのものはどうでもいいと思うほどになった。放送前の資料では“オトラル大公”と表記されていた。

## スタッフ
- 原案・企画 - 岡正
- 監督 - 湯山邦彦
- シリーズ構成 - 武上純希
- キャラクターデザイン・総作画監督 - 芦田豊雄
- サブキャラクターデザイン - スタジオライブ
- 色彩設定 - 中野倫明
- 美術監督 - 新井寅雄
- 美術助手 - 朝倉千登勢
- 音響監督 - 藤山房伸
- 音楽 - 朝倉紀幸、入江純
- 撮影監督 - 福田岳志
- 編集 - 辺見俊夫、関一彦、古橋宏
- プロデューサー - 清水賢治、加藤裕子、加藤博
- コーディネート・プロデューサー - 山田登
- 制作プロデューサー - 梅原勝
- アニメーション制作 - 葦プロダクション
- 製作 - 沼田篤良、上野澄明、滝山正夫、佐藤俊彦
- 制作 - フジテレビ、FCI INC.、フジエイト

## 主題歌
オープニングテーマ
「夢みればタイムマシン」
歌 - JAG-TOY / 作詞 - 森雪之丞 / 作曲 - 朝倉紀幸
エンディングテーマ
「友達に戻れない」
歌 - JAG-TOY / 作詞 - 森雪之丞 / 作曲 - 朝倉紀幸
「そばにいるね」
歌 - ribbon / 作詞 - 三浦徳子 / 作曲・編曲 - 後藤次利
いずれの曲もレコードはポニーキャニオンから発売。

## 各話リスト
| 話 | 放送日          | サブタイトル                 | 脚本           | コンテ     | 演出       | 作画監督            |
| -- | --------------- | ---------------------------- | -------------- | ---------- | ---------- | ------------------- |
| 1  | 1989年 10月19日 | オカミさん、やかんですよ     | 武上純希       | 湯山邦彦   | 湯山邦彦   | 芦田豊雄            |
| 2  | 10月26日        | 天才は忘れたころにやってくる | 武上純希       | 湯山邦彦   | 日下直義   | 結城司              |
| 3  | 11月2日         | トロイヤの木馬はとろいや     | 大橋志吉       | 根岸弘     | 株本毅     | 安東信悦            |
| 4  | 11月9日         | スフィンクスとんだ!          | ごうどかずひこ | 加戸誉夫   | 加戸誉夫   | 藤井義久            |
| 5  | 11月16日        | ぽせいどんアドベンチャー     | 武上純希       | 村山靖     | 吉田浩     | 広田正志            |
| 6  | 11月23日        | 皇帝ドリンクでがんばるんば   | 武上純希       | 藤本義孝   | 藤本義孝   | 結城司              |
| 7  | 11月30日        | アマゾネスVSミスター・レディ | 岸間信明       | 吉田健次郎 | 吉田健次郎 | 下坂英男            |
| 8  | 12月7日         | ドラゴン・クエスト伝説!?     | 浦沢義雄       | 森一浩     | 森一浩     | 青柳重美            |
| 9  | 12月14日        | ニセトンデケマン現わる!!     | ごうどかずひこ | 石川康夫   | 日下直義   | 広田正志            |
| 10 | 12月21日        | シャララ姫のスター誕生!!     | ごうどかずひこ | 吉田浩     | 吉田浩     | 安東信悦            |
| 11 | 1990年 1月11日  | ダンダーン追放（秘）大作戦!? | 武上純希       | 根岸弘     | 村山靖     | 工藤征輝            |
| 12 | 1月18日         | アンタッチャブル大騒動!!     | 浦沢義雄       | 湯山邦彦   | 株本毅     | 結城司              |
| 13 | 1月25日         | でかい王様はバイキング!?     | 武上純希       | 石川康夫   | 石川康夫   | 羽原信義            |
| 14 | 2月1日          | やっぱり地球は動いている     | ごうどかずひこ | 藤本義孝   | 日下直義   | 広田正志            |
| 15 | 2月8日          | エジソン博士の異常な愛情     | 高屋敷英夫     | 吉田浩     | 吉田浩     | 青柳重美            |
| 16 | 2月15日         | ドラキュラ都へ来る!          | 岸間信明       | 栗山美秀   | 岡田聡     | 堀澤聡志            |
| 17 | 2月22日         | バック・トゥ・ザ・西部劇     | 大橋志吉       | 藤本義孝   | 株本毅     | 結城司              |
| 18 | 3月1日          | 聖剣伝説えくすかりばあ       | ごうどかずひこ | 石川康夫   | 石川康夫   | 近永健一            |
| 19 | 3月8日          | 大噴火! ボンペイ脱出作戦     | 高屋敷英夫     | 吉田浩     | 吉田浩     | 青柳重美            |
| 20 | 3月15日         | 忍者は全部でなんにんじゃ?    | ごうどかずひこ | 藤本義孝   | 日下直義   | 広田正志            |
| 21 | 3月22日         | ナポレオンはギャルに弱い     | 大橋志吉       | 水谷貴哉   | 岡田聡     | 堀澤聡志            |
| 22 | 3月29日         | 母をたずねて三億年?          | 大橋志吉       | 吉田浩     | 株本毅     | 結城司              |
| 23 | 4月13日         | 燃えよ! 炎の格闘技マラソン!! | 武上純希       | 石川康夫   | 日下直義   | 広田正志            |
| 24 | 4月20日         | ㊙報告! クレオパトラ伝説!!   | 大橋志吉       | 湯山邦彦   | 吉田浩     | 安東信悦            |
| 25 | 4月27日         | 史上最大のグレートレース!    | ごうどかずひこ | 栗山美秀   | 岡田聡     | 堀澤聡志            |
| 26 | 5月11日         | もう止まらない?! 暴走列車    | ごうどかずひこ | 藤本義孝   | 株本毅     | 結城司              |
| 27 | 5月18日         | 酸欠! 2101年、宇宙の旅でっせ | 武上純希       | 藤本義孝   | 日下直義   | 広田正志            |
| 28 | 5月25日         | 探偵ホームズの異常な冒険     | 大橋志吉       | 石川康夫   | 吉田浩     | 安東信悦            |
| 29 | 6月1日          | 元祖トップガン異常な戦い     | ごうどかずひこ | 湯山邦彦   | 岡田聡     | 堀澤聡志            |
| 30 | 6月8日          | アンタッチャブル大騒動II     | 大橋志吉       | 吉田浩     | 株本毅     | 結城司 千羽由利子   |
| 31 | 6月15日         | 海底2万マイル! 異常な旅      | 武上純希       | 上蛇我現   | 日下直義   | 広田正志            |
| 32 | 6月22日         | シャララ姫のローマの休日     | ごうどかずひこ | 石川康夫   | 吉田浩     | 安東信悦            |
| 33 | 7月8日          | ベルサイユの異常なバラ?      | 大橋志吉       | 栗山美秀   | 岡田聡     | 林委千夫            |
| 34 | 7月15日         | 爆発! ダンダーン地雷大作戦   | 大橋志吉       | 吉田浩     | 株本毅     | 千羽由利子 高橋直人 |
| 35 | 7月29日         | 感動! 太陽へのホームラン!!   | ごうどかずひこ | 土蛇我現   | 日下直義   | 広田正志            |
| 36 | 8月5日          | 大変ミクロのシャララ姫       | 大橋志吉       | 重田友深   | 吉田浩     | 安東信悦            |
| 37 | 8月12日         | 発覚シャララのベニスの恋     | ごうどかずひこ | 栗山美秀   | 岡田聡     | 林委千夫            |
| 38 | 8月19日         | 大爆発! 最後のじかん旅行     | 武上純希       | 吉田浩     | 株本毅     | 千羽由利子          |
| 39 | 8月26日         | 大混線! 地球最後の日!?       | 武上純希       | 湯山邦彦   | 日下直義   | 広田正志            |

## 映像ソフト
放送当時・終了時には、ビデオ化・LD化はされなかった。
DVD-BOXは2006年1月27日、アトラスから発売された。映像特典として、ノンテロップ版OP・EDや、フジテレビでの放送を前提とした内容のため他の地域では見ることができなかった番組宣伝用の告知CMなどが収録されている。フジテレビでの放送初期ではカットされていた次回予告も収録されている。

## 日本国外での放送
- 台湾電視公司では、日本での放映終了直後の1990年10月から『超時空遊俠』というタイトルで放送された。相当人気があったらしく、日本でのDVD-BOX発売の報で最も喜んだのは台湾のファンだったとされる。
- 韓国文化放送では1993年に『時間探検隊』というタイトルで放送。早い時期からビデオ化もされていた。
- 香港亜洲電視では1991年3月9日から『時光茶煲』というタイトルで放送された。

| フジテレビ系 木曜17時台後半枠 【ティーンズゴールデンタイム】               | フジテレビ系 木曜17時台後半枠 【ティーンズゴールデンタイム】 | フジテレビ系 木曜17時台後半枠 【ティーンズゴールデンタイム】                           |
| 前番組                                                                     | 番組名                                                       | 次番組                                                                                 |
| -------------------------------------------------------------------------- | ------------------------------------------------------------ | -------------------------------------------------------------------------------------- |
| パラダイスGoGo!! （月 - 金の17:00 - 18:00） ※30分短縮して継続              | たいむとらぶるトンデケマン! （1989年10月 - 1990年3月）       | 君の瞳に恋してる!（再） （17:00 - 17:55）今夜の番組から （17:55 - 18:00） ※1時間繰下げ |
| フジテレビ系 金曜16時台前半枠 【金曜アニメランド】                         |                                                              |                                                                                        |
| な・ま・い・き盛り（再） （16:00 - 16:55）今夜の番組から （16:55 - 17:00） | たいむとらぶるトンデケマン! （1990年4月 - 6月）              | ひみつのアッコちゃん（第2期） （再放送）                                               |
| フジテレビ 日曜5時台後半枠                                                 |                                                              |                                                                                        |
| てれび博物館 ※枠移動（不明）                                               | たいむとらぶるトンデケマン! （1990年8月）                    | てれび博物館 ※再び枠移動                                                               |